# Veranstalter
Veranstalter ist eine natürliche oder juristische Person, die eine Veranstaltung durchführt, die organisatorische Verantwortung übernimmt, das unternehmerische Risiko und die Haftung trägt.

## Rechtsgeschichte
Das Reichsgericht befasste sich im Dezember 1911 im Rahmen eines Urteils über die Urheberrechte an Werken der Tonkunst mit dem Begriff des Veranstalters. Veranstalter sei derjenige, der eine Veranstaltung angeordnet habe und durch dessen Tätigkeit sie „ins Werk gesetzt“ sei (durchgeführt wird). Im Anschluss hieran ging der BGH im Juni 1956 zunächst davon aus, dass der Veranstalter derjenige sei, der in organisatorischer und finanzieller Hinsicht für das betreffende Ereignis verantwortlich sei, dem also die Vorbereitung und Durchführung obliege und der das unternehmerische Risiko trage. Im „Bubi-Scholz“-Urteil sieht der BGH die Tätigkeit des Veranstalters einer Box-Veranstaltung insbesondere „in der für deren Zustandekommen und Abwicklung erforderlichen organisatorischen Arbeit, im Abschluss von Verträgen …, in der Miete geeigneter Räume, in der Werbung für die einzelnen Veranstaltungen und in der die vorhandenen wirtschaftlichen Möglichkeiten erschöpfenden Auswertung der einzelnen Veranstaltung…“. Dazu gehören auch Ticket- und Programmhefte-Verkauf, Bestellung von Sicherheitspersonal und Feuerwehr. Allgemein wird bei Sportdarbietungen der Veranstalter als Ausrichter bezeichnet. Beim Fußball wird der gastgebende Verein als Veranstalter gesehen, weil er über das wirtschaftliche Risiko hinaus auch die wesentlichen organisatorischen Voraussetzungen für den Spielablauf schaffe. Das bestätigte der BGH im Dezember 1997; auch wenn bei Europapokalspielen DFB und UEFA die Rahmenbedingungen schaffen würden, seien die austragenden Heimvereine die Veranstalter.

## Veranstalter in Gesetzen
Verschiedene Gesetze verwenden den Begriff des Veranstalters, bieten jedoch keine Legaldefinition an. Nach § 2 Abs. 1 Versammlungsgesetz ist Veranstalter, wer zu einer Veranstaltung „öffentlich einlädt“. In § 651a BGB wird der Begriff des Reiseveranstalters nicht eindeutig definiert, doch erfüllt ein Unternehmen dann die Kriterien eines Reiseveranstalters, wenn es eine Gesamtheit von Reiseleistungen erbringt und nach den sonstigen Umständen der Anschein entsteht, dass die vertraglich vorgesehenen Reiseleistungen in eigener Verantwortung erbracht werden. Der Reiseveranstalter ist aus dem Reisevertrag nach § 651c Abs. 1 BGB verpflichtet, die Reise so zu erbringen, dass sie die zugesicherten Eigenschaften hat. Rundfunkveranstalter ist, wer ein Rundfunkprogramm unter eigener inhaltlicher Verantwortung anbietet (§ 2 Abs. 2 Nr. 14 RStV). Veranstalter von öffentlichen Wiedergaben musikalischer Werke müssen gemäß § 13b Abs. 1 UrhWG vor einer Veranstaltung die Einwilligung der GEMA einholen. Veranstalter im Sinne dieser Vorschrift sind nicht allein die Organisatoren von Live-Aufführungen im Sinne des § 81 Urheberrechtsgesetz, sondern darüber hinaus auch Gastwirte, Kino- und Diskothekenbetreiber und Rundfunkanstalten. Nach dieser Bestimmung steht dem Veranstalter von Konzerten und anderen künstlerischen Darbietungen in Deutschland (neben dem Künstler) das Recht zur Aufnahme, Vervielfältigung und Verbreitung der Darbietungen zu.

## Pflichten eines Veranstalters
Der Veranstalter einer Veranstaltung hat verschiedene Pflichten zu erfüllen. Dazu gehören:
- die Einhaltung von Gesetzen, Bestimmungen und Auflagen
- Schaffung höchstmöglicher Sicherheit für Akteure und Besucher
- die Bestimmung eines Veranstaltungsleiters
- die Zusammenarbeit mit den Behörden
- das Verfassen der notwendigen Konzepte
- die Verkehrssicherungspflicht
- die Einrichtung einer Brandsicherheitswache
- die Einrichtung eines Sanitätswachdienstes (bei einer Veranstaltung ab 5.000 Besuchern)
- Einweisung und Schulung des Personals[7]

## Phasen der Veranstaltung
Der Veranstalter ist in alle Phasen der Veranstaltung eingebunden. Als Beteiligte kommen der Veranstalter, die bei der Veranstaltung auftretenden Teilnehmer, der Betreiber des Veranstaltungsortes und die Besucher in Frage.

### Durchführung einer Veranstaltung
Zur Durchführung einer Veranstaltung gehören die Planung, Vorbereitung, Vertragsabschlüsse mit den Teilnehmern und Betreibern, Abschluss von Versicherungen (Veranstalter-Haftpflichtversicherung, Veranstaltungs-Unfallversicherung, Ausfallversicherung, Wetterversicherung), Werbung, Catering, Ticketverkauf, Sponsoren.

### Organisation
Zur Organisationsverantwortung des Veranstalters gehören die Terminkoordination zwischen Veranstaltungsort, Teilnehmern, Sicherheitspersonal und Besuchern. Er entscheidet auch über Zugangswege, Parkplätze sowie Beginn und Ende der Veranstaltung. Ausfall und Absage der Veranstaltung bei witterungsbedingten Gefahren, wegen Absage der Teilnehmer oder wegen drohenden Sicherheitsrisiken liegen ebenfalls im Verantwortungsbereich des Veranstalters.

### Unternehmerisches Risiko
Der Veranstalter hat an der Veranstaltung ein eigenes wirtschaftliches Interesse. Er versucht, die Kosten der Veranstaltung niedriger zu halten als die daraus erwarteten Einnahmen (Tickets, Merchandising, Fernseheinnahmen). Erwirtschaftet er jedoch einen Verlust, muss er diesen aus seinem Privatvermögen oder (bei Unternehmen als Veranstalter) aus dem Gesellschaftsvermögen tragen.

## Haftung
Hierbei ist zwischen Innen- und Außenveranstaltung zu unterscheiden. Während bei der Außenveranstaltung der Veranstalter allein haftet, haften bei Innenveranstaltungen (in geschlossenen Räumen) Veranstalter und Betreiber gemeinsam. Der Betreiber kann seine Haftung jedoch vertraglich auf den Veranstalter abwälzen. Eine konkrete Haftung des Veranstalters ergibt sich aus den Verträgen, die er mit den Teilnehmern, Betreibern des Veranstaltungsortes, sonstigen Beteiligten (behördliche Genehmigungen) und Besuchern abschließt. Allgemein gilt, dass der Veranstalter hierbei für alle Schäden haftet, die durch ihn, seine Beauftragten, Erfüllungsgehilfen, Gäste oder sonstige Dritte im Zusammenhang mit der Veranstaltung schuldhaft verursacht werden.
Veranstalter von Sportereignissen, Festumzügen oder privaten Feiern haften gemäß § 831 BGB nicht für schädigende Handlungen ihrer Teilnehmer und Besucher, da die Teilnehmer und Besucher weder weisungsgebunden noch sozial abhängig vom Veranstalter sind. Eröffnen die Veranstalter mit ihrer Veranstaltung jedoch eine Gefahrenquelle, so übernehmen sie – wie alle Überwachungsgaranten – Verkehrssicherungspflichten nach § 823 Abs. 1 BGB. Diese Gefährdungshaftung ist insbesondere bei Fußballspielen zu bejahen. Die Haftung für leichte Fahrlässigkeit kann der Veranstalter ausschließen, das sind aber dann Allgemeine Geschäftsbedingungen, die der gerichtlichen AGB-Kontrolle unterliegen.
Der Veranstalter ist Anlaufstelle auch für Haftungsfragen, die er nicht verschuldet hat. So werden Zuschauer ihre gezahlten Eintrittspreise vom Veranstalter zurückverlangen, wenn die versprochenen Teilnehmer nicht auftreten. Er muss dann versuchen, von diesen die Gage zurückzuverlangen.

## Organisationen
Die Konzert- und Tourneeveranstalter werden in Deutschland durch den Bundesverband der Veranstaltungswirtschaft (bdv) e. V. vertreten.